# FK Loko Vltavín
Fotbalový klub Loko Vltavín w skrócie FK Loko Vltavín – czeski klub piłkarski, grający w ČFL (III poziom rozgrywkowy), mający siedzibę w mieście Praga w dzielnicy Holešovice.

## Stadion
Domowe mecze klub rozgrywa na stadionie o nazwie Stadion na Plynárně, położonym w mieście Praga. Stadion może pomieścić 3000 widzów.